# 亨利·马卡姆
亨利·哈里森·马卡姆（Henry Harrison Markham，1840年11月16日—1923年10月9日），美国政治家，共和党人，曾任美国众议院议员（1885年-1887年）和加利福尼亚州州长（1891年-1895年）。